# ルカニョ・アム
ルカニョ・アム（Lukhanyo Am、1993年11月28日 - ）は、ユナイテッド・ラグビー・チャンピオンシップシャークスに所属するラグビーユニオン選手。

## プロフィール
- 南アフリカ・キングウィリアムズタウン出身。
- ポジションはセンター(CTB)。
- 身長 186cm、体重 93kg[1]
- 南アフリカ代表キャップは30（2022年12月現在）でラグビーワールドカップ2019の南アフリカ代表に選ばれた[2]。
- 7人制南アフリカ代表に選ばれたことがある。
- バーバリアンズに選ばれたことがある[3]。

## 略歴
ボーダー・ブルドッグス、ファルケ、ボーダー・ブルドッグス、キングス、シャークスを経て、2017年、シャークスに加入。
2020年、シャークスの主将に就任した。
2022年、コベルコ神戸スティーラーズに加入。同年3月27日に行われたJAPAN RUGBY LEAGUE ONE第11節ブレイブルーパス東京戦にて先発出場で日本での公式戦初出場を果たした。同年、シャークスに復帰。

## 受賞歴
- ワールドラグビー男子15人制ドリームチーム:2021年[8]・2022年[9]